# Centre d'épidémiologie et de santé publique des armées
Le Centre d'épidémiologie et de santé publique des armées (CESPA) est un pôle d’expertise en santé publique rattaché au Service de santé des armées (SSA). Membre d'un réseau de partenaires militaires et civils, le Centre est un acteur majeur de la plateforme sanitaire Méditerranée qui regroupe : les hôpitaux d'instruction des armées Laveran et  Sainte Anne,  la Caisse nationale militaire de sécurité sociale, l'établissement de ravitaillement sanitaire des armées (ERSA), l'unité mixte de recherches 912 (SESSTIM) et l'institut hospitalo-universitaire Méditerranée Infection, à Marseille). Le CESPA collabore avec de nombreux partenaires nationaux (école du Val-de Grâce, Santé publique France, universités, etc.) et internationaux notamment avec l'OTAN.

## Historique
C'est en 1987 que la Direction centrale du SSA décide, sous l'impulsion de Claude Gateff, de créer, pour la première fois dans ses établissements de métropole, un poste de conseiller régional en épidémiologie au sein de la région militaire de Lyon. En 1990, dans le ressort de la même région, ce sont trois services de médecine des collectivités qui sont implantés dans les hôpitaux d'instruction des armées de Marseille, Lyon et Toulon. Par la suite tous les hôpitaux d'instruction des armées seront dotés d'un tel service. Dans le même temps, et profitant de la réforme du troisième cycle des études médicales de 1985, le SSA décide de former des spécialistes de santé publique et médecine sociale, appelés à déployer dans les forces armées les compétences jusque-là exercées par les médecins militaires spécialistes de lutte contre les grandes endémies dans le cadre de la coopération médicale française en Afrique.
En 2003, le SSA décide de renforcer l’exercice de la santé publique au profit des forces et de la collectivité militaire avec la création de deux départements d’épidémiologie et de santé publique à Saint Mandé (près de Paris) et au sein de son institut de médecine tropicale à Marseille.
En 2011, il est décidé de fusionner ces 2 départements et de créer le CESPA. Son implantation sur le camp de Sainte-Marthe à Marseille est décidée en 2012 et son inauguration a lieu le 9 octobre 2014, à cette occasion le nom du Médecin chef des services Claude Gateff est donné au bâtiment hébergeant le CESPA.

## Missions

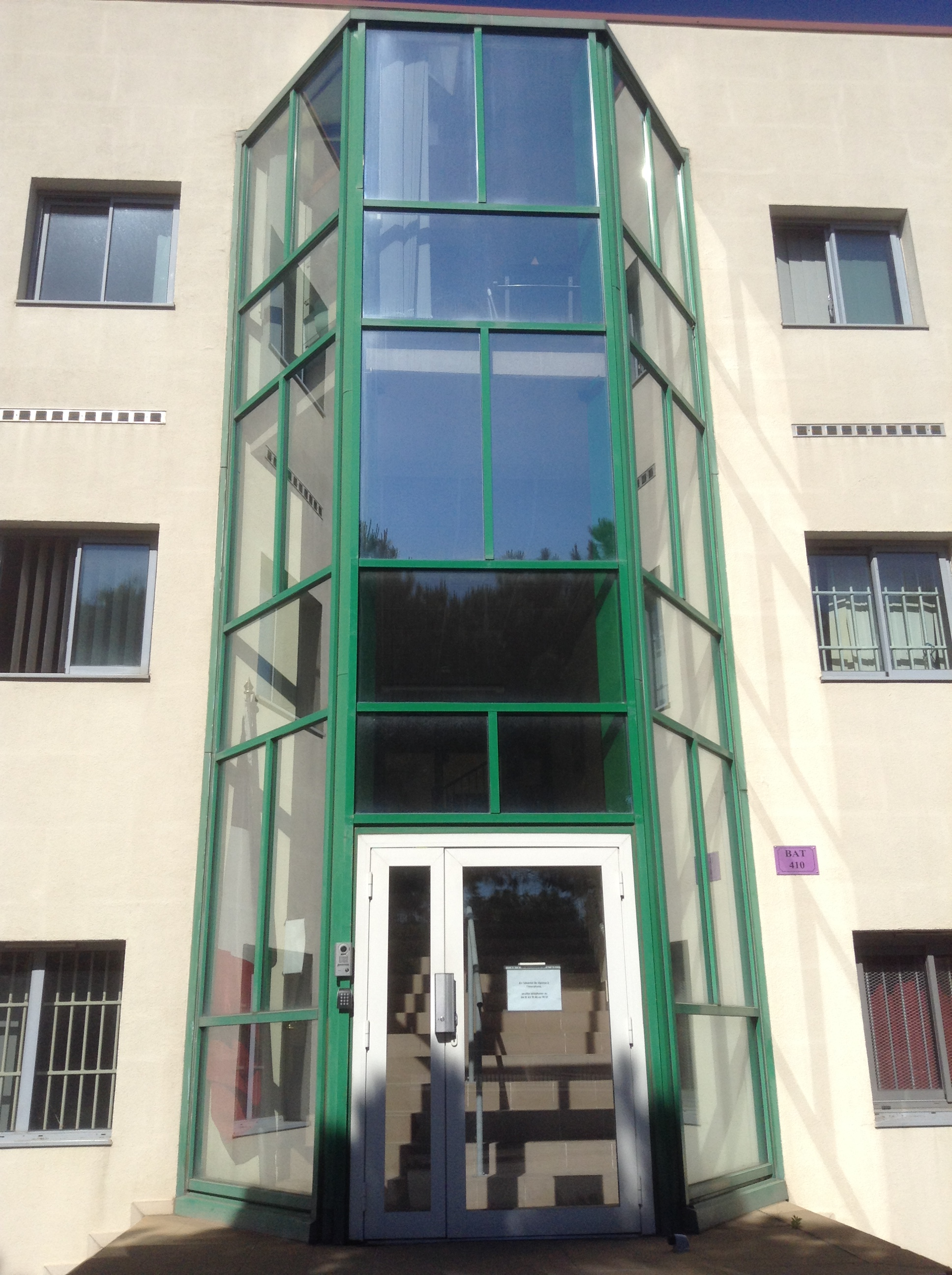
Entrée du bâtiment MCS Claude Gateff, siège du CESPA à Marseille.

Le CESPA est chargé de mettre en œuvre la politique du service de santé des armées en matière d'épidémiologie, de veille sanitaire et de santé publique. Les missions du CESPA couvrent donc l'ensemble du champ de la pratique de l'épidémiologie et de la réalisation de programmes de santé publique appliqués à la communauté militaire. Il les met en œuvre en collaboration avec l'ensemble des établissements du SSA auxquels il apporte son expertise technique. 
De façon plus détaillée, il est particulièrement chargé de la collecte et de l'analyse des informations concernant la santé des militaires sur le territoire national et sur les théâtres d’opérations extérieures (OPEX)  épidémiques comme récemment l'épidémie de diarrhées au cours de l'opération Serval, l'épidémie de paludisme au cours de l'opération Sangaris, etc. Il est chargé d'identifier les risques sanitaires potentiels pour les forces, avant même leurs déploiements opérationnels, et met à leur disposition ces données analysées sous la forme de bases de données.
Lorsque le SSA, ou plus généralement le ministère de la Défense, décident de conduire un programme de santé publique, il participe à son élaboration et soutient sa mise en œuvre. Dans ce cadre, il réalise des actions de prévention et d’éducation à la santé. Pour aider au choix de stratégies de prévention, il développe des projets de recherche clinique ou appliquée (études, observatoires, soutien méthodologique aux travaux de recherche, etc.). Il est naturellement responsable de la formation et de l’enseignement en santé publique dans les armées.
Il est un acteur important du partenariat avec l’OTAN  développement d'un système d'alerte et de surveillance en temps réel (ASTER), la co-organisation du cours sur la surveillance de la santé des forces en déploiement avec le Centre d'excellence de médecine militaire (MILMED CoE), et la participation à des groupes de travail du Comité des chefs de service de santé de l'Alliance (COMEDS : Force Health Protection Working Group, Medicall Intelligence Expert Panel, Deployment Health Surveillance Capability).
En France, il développe des partenariats renfort épidémiologique dans le cadre de l'épidémie de Chikungunya aux Antilles françaises en 2014, participation à la semaine nationale de vaccination, etc.) et il participe aux actions humanitaires gouvernementales (prise en charge des réfugiés dans le cadre de l'opération Tamour en Jordanie, épidémie d’Ébola en Guinée,  participation à la Task Force Interministérielle Ébola en 2015).

## Organisation
Une quarantaine de médecins spécialistes de santé publique, d'ingénieurs, d'informaticiens militaires et civils de la Défense travaillent dans 4 services.  

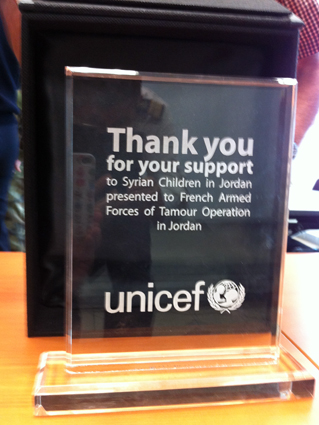
Trophée de l'UNICEF récompensant quatre médecins du CESPA pour leur implication lors de la campagne de vaccination des enfants du camp de réfugiés de Zaatari / opération Tamour, Jordanie, 2012-2013

### Veille sanitaire de défense
Le Service de veille sanitaire appliquée à la défense identifie les risques sanitaires potentiels pour les forces armées sur les terrains de déploiement.
Il apporte l’information documentée issue de sources ouvertes, liée aux risques sanitaires éventuels localement rencontrés, de type naturel, accidentel ou provoqué. Pour ce faire, le service capitalise l’information sanitaire pertinente émise par les organismes de santé, les revues scientifiques les médias internationaux, nationaux ou régionaux. Réservées aux médecins des forces, à la Direction centrale du Service de santé des armées et aux États majors d'armée, les informations sanitaires sont disponibles en permanence sous la forme de bases de données régulièrement mises à jour : Banque de données épidémiologiques sur l'outre-mer et l'intertropical (BEDOUIN) et base de Recherches et développement de l'Unité de veille sanitaire (REDUVES)

### Surveillance épidémiologique dans les armées
Le service de surveillance épidémiologique a pour missions  d'assurer la surveillance de l'état de santé de l'ensemble des militaires, stationnés en France métropolitaine, outre-mer ou à l'étranger dans le cadre d'opérations extérieures. Cette surveillance est réalisée à travers le suivi d'une soixantaine d'événements de santé déclarés par l'ensemble des antennes médicales (AM) et les services des hôpitaux d'instruction des armées. Il apporte une aide méthodologique directe ou indirecte pour l'investigation d'événements de santé inhabituels tels que la survenue d'une épidémie. Il diffuse périodiquement les résultats de l'analyse des données qui lui sont déclarées aussi bien vers les organismes émetteurs (rétro-information) que vers les centres décisionnels des armées.
Le service est chargé de la recherche et du développement du système d'alerte et surveillance en temps réel (ASTER),, en partenariat avec le Centre de traitement de l’information médicale des armées (CeTIMA) et l’Unité mixte de recherches 912 (SESSTIM) d'Aix Marseille Université. Ce système a été déployé au centre de surveillance épidémiologique de l'OTAN (Deployment Health Surveillance Capability) à Munich ainsi que sur le terrain dans les forces armées en Guyane, à Djibouti et sur les théâtres des opérations extérieures (Jordanie, Mali).

### Santé publique
Le service de santé publique participe à la mise en œuvre de plans nationaux de prévention en santé au bénéfice des militaires portant entre autres sur les troubles psychiques post traumatiques, les accidents liés à la préparation physique du militaire ou les risques liés à l’alcool en milieu militaire. Ces axes de travail sont réalisés en collaboration avec le Centre national des sports de la défense et la Caisse nationale militaire de sécurité sociale. 
De plus d’autres activités sont développées  la prévention des risques infectieux en outre-mer et en opérations extérieures (OPEX), l’optimisation de l’application des recommandations émises par le CESPA, la participation à l’analyse des risques environnementaux (en outre-mer et en OPEX)  et l’évaluation économique des actions de prévention mises en place.
Il s’inscrit dans le cadre d’une interarmisation des actions de prévention et du maintien de la capacité opérationnelle des forces. Il s’appuie sur un large réseau d’experts de la défense et du milieu civil tels que Santé Publique France et l’Observatoire français des drogues et des toxicomanies (OFDT).

### Épidémiologie et recherche clinique

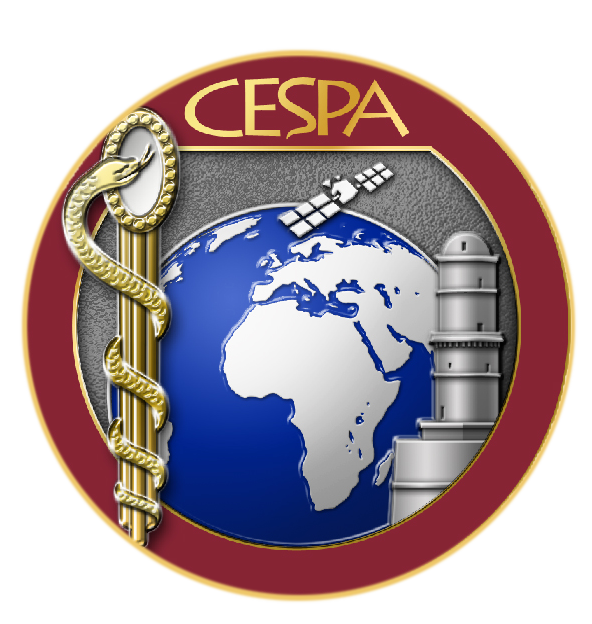
Insigne de tradition du CESPA.

Le service d’épidémiologie et de recherche clinique  a pour missions principales de développer la recherche clinique et épidémiologique du CESPA, d’assurer un soutien méthodologique des travaux de recherche des personnels d'autres établissements du SSA et d’organiser un enseignement spécifique à la recherche clinique pour toutes les catégories de personnels du SSA.
Les thèmes actuels de recherche de ce service sont, les comportements à risque pour la santé (usages de substances psychoactives, conduites sexuelles à risque et l’étude de l'adhésion aux mesures de prévention), les états de stress post traumatiques et plus généralement la pathologie tropicale (paludisme et diarrhées principalement).
Ce service assure aussi le rôle de référent en méthodologie et statistique pour la recherche clinique du SSA et dans ce cadre il collabore avec le bureau recherche de la direction centrale du SSA, l’Institut de recherche biomédicale des armées (IRBA), l’École du Val-de-Grâce et les Hôpitaux d’instruction des armées (HIA) et les universités partenaires.

## Enseignement et formation
Cette activité transversale, rattachée à la chaire d’épidémiologie et de prévention appliquée aux armées de l’École du Val-de-Grâce (EVDG), se fait au profit du SSA, des armées, des universités françaises et des partenaires militaires étrangers. Les professeurs agrégés du CESPA sont membres du Collège universitaire des enseignants de santé publique (CUESP).
Le CESPA intervient dans la formation initiale des élèves de l’École de santé des armées (ESA), des internes des hôpitaux des armées (IHA), des élèves infirmiers de l’École du personnel paramédical des armées (EPPA), puis dans le cadre du développement professionnel continu (DPC) des professionnels de santé militaires, dans la préparation des candidats aux concours de qualification internes du SSA, dans des formations internationales au profit des médecins de l’OTAN et des écoles d’application des services de santé militaire en Tunisie et au Gabon.
Le CESPA est aussi partenaire de formations académiques et universitaires (Master AMES option-OPPUS de Paris 7, Master de santé publique société et développement spécialité d'Aix-Marseille Université, Diplôme universitaire de surveillance épidémiologique et prise en charge de crises sanitaires de la faculté de médecine d'Aix-Marseille Université).